# Guaranda
San Pedro de Guaranda Ecuador egyik városa az Andok hegységben, Bolívar tartomány székhelye. A várost út köti össze Riobamba, Babahoyo és Ambato városokkal.
Guaranda egy piacváros az Andok egyik mély völgyében, amely megfelelő földművelő területet jelent a kecsuák számára. A szubtrópusi éghajlatú településen hosszú (májustól októberig tart) a száraz évszak (estio). Lakosságának túlnyomó része mesztic, de sok más etnikum is jelen van. Állítólag a várost először a zsidó hitből spanyol területen átkeresztelkedett, úgynevezett converso emberek alapították, akik a limai inkvizíció elől menekültek. Az évszázadok alatt ebből a spórából egy egészen egységes, családias város terebélyesedett. Az 1990-es évek óta az eredetileg többségben lévő népcsoport kiszorult a politikai irányításból és a választott vezetők leginkább a kecsuák közül kerülnek ki.
A város lakossága 25 000 fő (2005) és folyamatosan növekszik. Gyakori az áramellátás és az ivóvíz hiánya. Az édesvíz a magaslatokból érkezik, főleg a Chimborazo gleccserből, ami jó minőségű. Híres a város egyhetes karneválja és a Pájaro Azul nevű alkoholos itala.

## Nevének eredete
Guaranda városát közvetlenül a Guaranga nevű bennszülött vezetőről kapta.

## Története
A várost spanyol felfedezők alapították 1571-ben, de hivatalosan csak 1811. november 11-én kapott városi címet. A település függetlenségének ünnepét november 10-én tartják, ugyanis ezen a napon kiáltották ki végérvényesen függetlenségüket a spanyoloktól.
Guaranda földrengés áldozata volt 1674-ben és 1775-ben. Jelentős károk érték ekkor a települést, azonban mind a kétszer újjáépítették - a második rengés után majdnem négy évig tartott a felújítás. A várost 1997-ben hivatalosan is Ecuadori kulturális központnak nyilvánították a város központjában található történelmi építészet megőrzéséért.

## Földrajza
Éppen ahogy Róma, a tengerszint fölött 2668 méteren fekvő Guaranda is hét dombra épült. Az év legtöbb napján szabad szemmel látható a Chimborazo csúcsa. 
A belváros a Libertador Simón Bolívar park köré csoportosult, amelyet a hősi felszabadítóról, Simón Bolívarról neveztek el. A parkban álló Bolívar-szobrot Oswaldo Guayasamín neves ecuadori művész készítette.